# ワールブルク効果 (腫瘍学)
ワールブルク効果（ワールブルクこうか、英: Warburg effect）とは、生化学的現象である。名称はノーベル賞受賞者であるオットー・ワールブルクによる。

## 原理
1924年、オットー・ワールブルクは、体細胞が長期間低酸素状態に晒されると呼吸障害を引き起こし、通常酸素濃度環境下に戻しても大半の細胞が変性や壊死を起こすが、ごく一部の細胞が酸素呼吸に代わるエネルギー生成経路を亢進させ、生存した細胞が癌細胞となる、との説を発表した。酸素呼吸よりも発酵によるエネルギー産生に依存するものは下等動物や胎生期の未熟な細胞が一般的であり、体細胞が酸素呼吸によらず発酵に依存することで細胞が退化し、癌細胞が発生するとしている。
腫瘍学におけるワールブルク効果は、悪性腫瘍の腫瘍細胞内で、嫌気環境のみならず好気環境でも、乳酸発酵が亢進することにより解糖系に偏ったブドウ糖代謝がみられることである。
悪性腫瘍細胞は有酸素下でもミトコンドリアの酸化的リン酸化よりも、解糖系でATPを産生する。ブドウ糖（グルコース）は、解糖系で代謝されピルビン酸を経た後にミトコンドリアに入ることなく、乳酸発酵により最終代謝産物として乳酸に変換される。
解糖系はブドウ糖1分子当り2分子のATPしか生み出すことができず、ブドウ糖1分子当り36分子のATPを生み出す酸化的リン酸化と比較して、ATP産生効率は非常に悪い。ただし解糖系はメカニズムが単純であるため、ATP産生速度は速い。解糖系は酸素を必要としないので、ワールブルク効果は悪性腫瘍の低酸素環境への適応の結果だとする説がある。癌細胞では、腫瘍の増大に伴い低酸素状態になると hypoxia-inducible factor-1 (HIF-1)が活性化される。HIF-1はピルビン酸キナーゼの発現増強により乳酸生成を促進する。またピルビン酸脱水素酵素を抑制し、ピルビン酸からアセチルCoAの生成を阻害し、ミトコンドリアでのエネルギー産生を低下させる。
またワールブルク効果は解糖系の副産物としての生体分子の合成原料（核酸とNADPH）を提供することにあるとする説もある。高血糖状態では解糖系から分岐したペントースリン酸回路が亢進し、核酸・蛋白質・脂肪酸合成が増加している。

## 臨床医学での応用
フルオロデオキシグルコース(FDG) を用いたポジトロン断層法 (PET) はワールブルク効果を応用したものである。